# River Fools & Mountain Saints
River Fools & Mountain Saints è il secondo album in studio del cantautore country statunitense Ian Noe, pubblicato il 25 marzo 2022 dalla Thirty Rivers.

## Tracce
Testi e musiche di Ian Noe, eccetto dove indicato.
1. Pine Grove (Madhouse) – 4:05
2. River Fool – 3:05
3. Lonesome As It Gets – 2:38
4. Strip Job Blues 1984 – 3:25
5. Tom Barrett – 3:13
6. Ballad of a Retired Man – 4:50
7. Mountain Saint – 3:06
8. One More Night – 3:27
9. POW Blues – 3:11
10. Burning Down the Prairie – 3:01
11. Appalachia Haze – 3:53
12. Road May Flood / It's a Heartache – 4:19 (Ronnie Scott, Steve Wolf)

Durata totale: 42:13

## Formazione
- Ian Noe - voce, chitarra acustica ed elettrica
- Vaughn Walters - cori
- Steve Daly - chitarra elettrica
- Jack Lawrence - chitarra elettrica
- Dennis Crouch - basso
- Michael Zimmermann - basso
- Megan Coleman - batteria
- Erin Nelson - batteria
- Derry Deborja - pianoforte, organo
- Paul Difiglia - pianoforte, organo
- Ian Miller - pianoforte, organo
- John James Tourville - fiddle
- Jennifer Kummer - corno
- Ronnie Scott - compositore (traccia 12)
- Steve Wolf - compositore (traccia 12)
- Jack Tellman - Ingegnere del suono